# Asseco
Asseco Poland S.A. — польська міжнародна група компаній зі штаб-квартирою в Ряшеві, зайнята в галузі інформаційних технологій. Найбільша польська ІТ-компанія, акції якої торгуються на Варшавській фондовій біржі. Є найбільшим постачальником ІТ-продуктів у Центральній та Східній Європі. Працює в понад 50-ти країнах світу, де залучено понад 24 000 працівників. Нинішня корпорація є результатом злиття у 2004 році Asset Soft AS та COMP Rzeszów SA.
Консолідовані доходи Asseco Group у 2020 році склали 12,19 млрд злотих, а чистий прибуток – 401,9 млн злотих. Операційний прибуток склав понад 23,8 млн злотих.

## Історія

### 1991— засновано «COMP Rzeszów» (пізніше «Asseco Poland»)
Компанія спочатку займалася впровадженням власних ІТ-систем у кооперативних банках. Станом на травень 2019 року «Asseco» обслуговувала понад 200 банків-кооперативів у Польщі. Банк «Ochrony Środowiska» був першим комерційним банком, який налагодив співпрацю з «Asseco».

### 1996— співпраця із західними банками в Польщі
«Rabobank», нідерландська фінансова група, придбав банк «Rolno-Przemysłowy». Для «Asseco» впровадження банківської системи було новаторським, оскільки вона включала концепцію управлінської інформації, яка на той час не використовувалася широко в польських компаніях. Завдяки цьому досвіду «Asseco» зайняла нішу розробки банківського програмного забезпечення. Партнерами компанії стали «BRE Bank Hipoteczny», «Volkswagen Bank», «Bank Pocztowy» та ряд інших.

### 2004— дебют «Asseco Poland» на Варшавській фондовій біржі
Компанія зміцнила свої позиції в банківському секторі, але одночасно почала диверсифікувати свою діяльність. Її пропозиція була спрямована на юридичні особи зі страхової галузі та на великі підприємства. У 2004 році акції компанії дебютували на біржі. «Comp Rzeszów» придбала понад 55 % акцій словацької компанії «Asset Soft», яка спеціалізувалася на розробці програмного забезпечення для банків, страхових компаній, комерційних підприємств та державного сектора. Це стало початком міжнародної діяльності польської компанії, яка прийняла назву «Asseco». У 2004 році в «Asseco Poland» працювало 633 співробітники.

### 2006— консолідація польського ринку ІТ та європейська експансія
«Asseco» здійснювала інтенсивний корпоративний розвиток, але також активно діяла у процесах консолідації на польському та європейському ринках. Придбання та поглинання «Asseco» були масштабними подіями, оскільки до структури групи були залучені такі компанії, як «Softbank», «Prokom Software» та «ABG». Завдяки цим злиттям «Asseco» стала лідером на польському ринку ІТ. З тих пір компанія отримала власні ІТ-рішення для адміністрацій громадського та місцевого самоврядування, енергетики та телекомунікацій, охорони здоров'я та органів місцевого самоврядування, а також для установ та агентств НАТО та ЄС.
Внутрішня структуризація супроводжувалась послідовною побудовою холдингових компаній, що працюють в окремих регіонах Європи: Assce Central Europe (Словаччина, Чехія, Угорщина), Asseco DACH (Німеччина, Австрія, Швейцарія), Asseco South Eastern Europe (Балканські країни, Туреччина), Asseco Northern Europe (Скандинавські країни та Балтії), Asseco South Western Europe (Іспанія, Португалія, Франція, Італія).

### 2010— «Asseco Group» стає міжнародною компанією завдяки придбанню «Formula Systems»
«Asseco» здійснив найбільше злиття в історії, придбавшм ізраїльський холдинг «Formula Systems», занесений до американського «NASDAQ» та ізраїльського «TASE». Вартість угоди склала 420 млн злотих. У рейтингу найбільших придбань 2010 року, підготовленому журналом «Forbes», угода посіла восьме місце. «Formula Systems» — найбільша ІТ-компанія в Ізраїлі з представництвами у США, Канаді, Японії та ПАР.
Після 20-ти років діяльності «Asseco Group» стала найбільшою ІТ-компанією в Центральній та Східній Європі, однією з 10 найбільших виробників програмного забезпечення у Європі, де 2011 року працювало понад 13 000 працівників. На той час компанії групи «Asseco» були присутніми в 19-ти європейських країнах, Ізраїлі, США, Канаді та Японії.

### 2013 та 2014— експансія у Східній Європі, Африці та Азії
У подальшому розширенні «Asseco» зосередилася переважно на країнах, що розвиваються. У 2013 році компанія придбала бізнес у Грузії та Росії. Російська компанія «R-Style Softlab» є одним з лідерів у виробництві програмного забезпечення для банківського сектора. «Asseco» була зацікавленою у запуску операцій у Казахстані та В'єтнамі, де проводила попередні переговори щодо придбання компаній та потенційних ІТ-проєктів. Африка була ще одним важливим регіоном експансії «Asseco». У 2014 році компанія вийшла на ринок Казахстану та Нігерії.

### 2015— вихід на ринкипортугальськомовнихкраїн
«Asseco Group» придбала контрольний пакет португальської ІТ-компанії «Exictos SGPS». Ця компанія працювала не лише в Португалії, але і на ринках португальськомовних країн, що розвиваються в Африці — Анголі, Мозамбіку та Кабо-Верде. Завдяки цьому придбанню, «Asseco Group» вийшла на ринки інших африканських країнах, у тому числі Нігерії та Ефіопії, та відкрила нові перспективи для розширення на ринки Південної Америки.

### 2016— реорганізація структури в Польщі
«Asseco Group» завершила процес змін, пов'язаних з операційною організацією на польському ринку. Їх метою було спрощення організаційної структури та розвиток експертних компетенцій у межах окремих компаній групи. Успішно здійснено злиття «Asseco Poland» з «Infovide-Matrix» та передача інфраструктурного бізнесу в «Asseco Data Systems». Крім того, «DahliaMatic», яка спеціалізується на ІТ-сервісах у галузі стороннього прикладного програмного забезпечення, був посилений новими командами розробників.

### 2017— створення «Asseco International» та «Asseco Enterprise Solutions»
«Asseco Group» створила Asseco International — холдингову компанію, яка відповідає за управління, нагляд та підтримку розвитку компаній «Asseco Group», що працюють на міжнародних ринках, та «Asseco Enterprise Solutions» — центр компетенцій у галузі власного програмного забезпечення для підприємств (ERP).
«Asseco Central Europe» придбав Центральноєвропейський технологічний інститут (CEIT), «Asseco Business Solutions» — компанію «Macrologic», а «Formula Systems» — компанії «StoneRiver» та «Michpal MicroComputers».

### 2018— міжнародний розвиток та вихід на ринок Філіппін
«Asseco» придбала понад 60 % акцій краківської компанії «Nextbank Software Sp. z o. o.», що розробляє рішення для банківського сектора на Філіппінах. Компанія є виробником основної банківської системи з можливістю мобільного доступу для клієнтів, який доступний у хмарі.
«Asseco Group» продовжила своє розширення завдяки новим проєктам, виходу у нові сфери бізнесу та придбання бізнесу на ізраїльському та американському ринках. Компанії групи «Formula Systems» здійснили наступні придбання у США: «Adaptik», «Alius Corp» та «PVBS».

## Структура
«Asseco Poland SA» є материнською компанією багатонаціональної групи капіталів, яка працює в секторі інформаційних технологій. Група має низку дочірніх підрозділів та працює у більш ніж 50 країнах світу, таких як Польща, Словаччина, Чехія, Австрія, Литва, Німеччина, Румунія, Угорщина, Іспанія, США, Ізраїль, Японія, Туреччина та країни Балканського півострова. Компанія посіла шосте місце в рейтингу «Truffle» 100 найбільших виробників програмного забезпечення в Європі.

### Польща
- Asseco Poland S.A.
- Asseco Business Solutions S.A.
- Asseco Data Systems S.A.
- Novum Sp. z o.o.
- Postdata S.A.
- Gladstone Consulting
- SKG S.A.
- DahliaMatic Sp. z o.o.

### Ізраїль
- Matrix
- Sapiens
- Magic Software

### Центральна Європа
- Asseco Central Europe a.s.
- Asseco Solutions a.s.
- Asseco Central Europe Magyarorszag Zrt.
- Asseco Hungary Zrt.
- DanubePay, a. s.
- Asseco Solutions AG
- InterWay, a. s.
- exe, a. s.
- eDocu, a. s.
- Asseco BERIT

### Південно-Східна Європа
- Asseco South Eastern Europe S.A. (Asseco SEE Grupa)
- Asseco SEE d.o.o., Боснія і Герцеговина
- Asseco SEE o.o.d., Болгарія
- Asseco SEE d.o.o., Хорватія
- Asseco SEE Sh.p.k., Косово
- Asseco SEE d.o.o.e.l., Північна Македонія
- Asseco SEE d.o.o., Чорногорія
- Asseco SEE s.r.l., Румунія
- Asseco SEE d.o.o., Сербія
- Asseco SEE d.o.o., Словенія
- Asseco SEE Teknoloji A.Ş., Туреччина

## Західна Європа
- Asseco Spain SA
- Necomplus, S.L.
- Exictos

### Північна Європа
- Asseco Denmark A/S
- Peak Consulting Group
- Sintagma, UAB
- Asseco Lietuva, UAB
- CodeConnexion

## Діяльність
«Asseco» спеціалізується на розробці та випуску програмного забезпечення. Компанія впроваджує ІТ-системи для банківського сектора — більше половини банків, що працюють у Польщі, використовують програми та системи, розроблені компанією. «Asseco» також розробляє рішення для страхових компаній, впроваджених на найбільших підприємствах цього сектора, та спеціальні системи державного управління, побудовані, зокрема для департаменту соціального страхування та Міністерства внутрішніх справ та управління. «Asseco Poland» також працює в галузі енергетики, телекомунікацій, охорони здоров'я, органів місцевого самоврядування, сільського господарства та сфери послуг, а також міжнародних організацій та установ, таких як НАТО та ЄС.
Загальні доходи «Asseco Poland» в 2017 році перевищили € 861,2 млн, а операційний прибуток склав більше € 120 600 000.
Є головним спонсором одного з провідних волецбольних клубів Польщі - ряшівської Ресовії.